# Рівновіддаленість

Перпендикулярна бісектриса відрізка. Точка, де червона лінія перетинає відрізок чорної лінії, рівновіддалена від двох кінцевих точок відрізка чорної лінії.

Циклічний многокутник P колом C. Центр описаного кола O рівновіддалений від кожної точки кола і, отже, від кожної вершини многокутника.

Рівновіддаленість точки від множини об'єктів означає, що відстані між цією точкою та кожним об'єктом множини рівні.
У двовимірній евклідовій геометрії геометричним місцем точок, рівновіддалених від двох заданих (різних) точок, є їх перпендикулярна бісектриса. У трьох вимірах геометричним місцем точок, рівновіддалених від двох заданих точок, є площина, і, узагальнюючи далі, у n-вимірному просторі геометричним місцем точок, рівновіддалених від двох точок є (n −1)-вимірний простір.
Центром описаного кола трикутника є точка, рівновіддалена від кожної з трьох вершин. Кожен невироджений трикутник має таку точку. Цей результат може бути узагальнений для циклічних многокутників: центр описаного кола рівновіддалений від кожної з вершин. Подібним чином центр трикутника або будь-якого іншого дотичного многокутника рівновіддалений від точок дотику сторін многокутника з колом. Кожна точка перпендикулярної бісектриси сторони трикутника або іншого многокутника рівновіддалена від двох вершин на кінцях цієї сторони. Кожна точка бісектриси кута будь-якого многокутника рівновіддалена від двох сторін, які виходять із цього кута.
Центр прямокутника рівновіддалений від усіх чотирьох вершин, а також від двох протилежних сторін, так само, як і від двох інших протилежних сторін. Точки на осі симетрії повітряного змія рівновіддалені між двома сторонами.
Центр кола рівновіддалений від кожної точки кола. Подібним чином центр сфери рівновіддалений від кожної точки сфери.
Парабола — це множина точок на площині, рівновіддалених від фіксованої точки (фокусу) і фіксованої лінії (директриси), де відстань від директриси вимірюється вздовж прямої, перпендикулярної до директриси.
В аналізі форми топологічний кістяк або серединна вісь форми предмета є тонкою версією цієї форми, рівновіддаленою від її меж.
У евклідовій геометрії паралельні прямі (прямі, які ніколи не перетинаються) є рівновіддаленими в тому сенсі, що відстань між будь-якою точкою на одній прямій та найближчою до неї точкою на іншій прямій однакова для всіх точок.
У гіперболічній геометрії множина точок, рівновіддалених від даної прямої та розташованих з одного боку від неї, утворює гіперцикл (який є кривою, а не прямою, тобто, він не є локально найкоротшим).